# Wade Klippenstein
Pour les articles homonymes, voir Klippenstein.
Wade Klippenstein (né le 5 mai 1970 à Boissevain, Manitoba au Canada) est un ancien joueur canadien de hockey sur glace.

## Carrière de joueur
Après 3 saisons passées avec les Nanooks de l'Université de l'Alaska à Fairbanks, il fut sélectionné par les Nordiques de Québec de la Ligue nationale de hockey. Par contre, il ne joua qu'un peu plus d'une vingtaine de parties avec le club-école de ces derniers, les Aces de Cornwall de la Ligue américaine de hockey. Il évolua aussi dans la East Coast Hockey League ainsi que son penchant à l'ouest, la West Coast Hockey League, avant de mettre un terme à sa carrière de hockeyeur professionnel. Il devint par la suite entraîneur.

## Statistiques
| Saison    | Équipe                                          | Ligue |    | Saison régulière | Saison régulière | Saison régulière | Saison régulière | Saison régulière |   | Séries éliminatoires | Séries éliminatoires | Séries éliminatoires | Séries éliminatoires | Séries éliminatoires |
| Saison    | Équipe                                          | Ligue | PJ | B                | A                | Pts              | Pun              | PJ               | B | A                    | Pts                  | Pun                  |                      |                      |
| 1990-1991 | Nanooks de l'Université de l'Alaska à Fairbanks | NCAA  | 35 | 22               | 11               | 33               | 72               |                  |   |                      |                      |                      |                      |                      |
| 1991-1992 | Nanooks de l'Université de l'Alaska à Fairbanks | NCAA  | 33 | 12               | 13               | 25               | 108              | -                | - | -                    | -                    | -                    |                      |                      |
| 1992-1993 | Nanooks de l'Université de l'Alaska à Fairbanks | NCAA  | 36 | 29               | 22               | 51               | 48               | -                | - | -                    | -                    | -                    |                      |                      |
| 1993-1994 | Monarchs de Greensboro                          | ECHL  | 4  | 0                | 0                | 0                | 0                | -                | - | -                    | -                    | -                    |                      |                      |
| 1993-1994 | Aces de Cornwall                                | LAH   | 27 | 2                | 3                | 5                | 4                |                  |   |                      |                      |                      |                      |                      |
| 1994-1995 | Bombers de Dayton                               | ECHL  | -  | -                | -                | -                | -                | 2                | 0 | 1                    | 1                    | 0                    |                      |                      |
| 1995-1996 | Gold Kings de l'Alaska                          | WCHL  | 6  | 5                | 1                | 6                | 8                | -                | - | -                    | -                    | -                    |                      |                      |

## Carrière d'entraîneur
Il devint pour la première fois assistant-entraîneur dans la Western Hockey League avec les Blades de Saskatoon lors de la saison 1997-98. Il faudra attendre un remplacement de mi-saison en 2001-02 pour le revoir en tant qu'assistant-entraîneur avec les Raiders de Prince Albert, il devint leur entraîneur-chef un peu plus tard au cours de la même saison avant d'être remplacé au cours de la saison suivante.
Il occupa ensuite le poste d'assistant-entraîneur le temps de trois saisons avec son ancienne université (2004 à 2007).